# Országúton
Az Országúton Federico Fellini 1954-es filmje, aki e műve révén tett szert nemzetközi hírnévre, amikor 1957-ben a 29. Oscar-gálán elnyerte a legjobb idegen nyelvű film Oscar-díját, amely kategóriát éppen akkor hoztak létre. A filmet később beválasztották a 100 megmentendő olasz film közé.

## Cselekmény

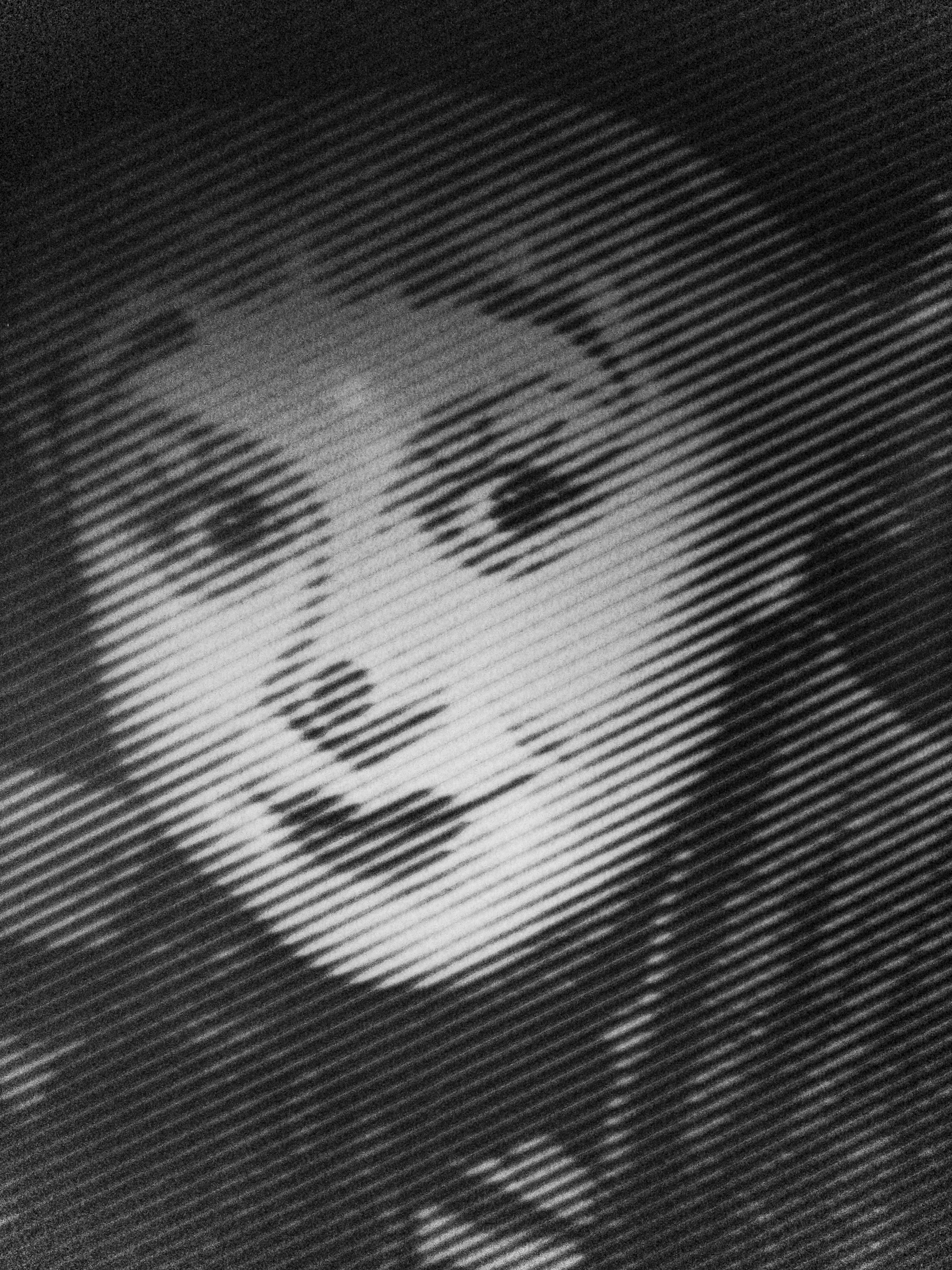
Giulietta Masina mint Gelsomina

Gelsomina a törékeny lány, enyhe mentális fogyatékossággal, szélsőséges szegénységben él özvegy édesanyjával és fiatalabb testvéreivel. Egy nap megérkezik falujukba Zampanò, a durva utcai artista, aki megélhetése érdekében valószínűtlen műsorával lép fel Olaszország legszegényebb, még mindig paraszti és naiv népességű falvaiban. A férfi korábban már magával vitte Rosát, Gelsomina nővérét, aki azonban hirtelen meghalt, és most az anya minimális összegért eladja neki második lányát is. Gelsomina követi Zampanòt, aki trombitálni tanítja, és közönségszervezővé teszi őt a show-jában. Gelsomina vidámsága és naivitása nem szolgálja Zampanò szörnyű jellemének enyhítését, amely barbár túlélési ösztönével minden cselekedetét vezeti. Gyakran hagyja egyedül a lányt, hogy borra és rossz nőkre pazarolja a nehezen megszerzett kevés pénzüket, s bár gyakran elfut tőle, végül mindig visszajön hozzá. 
Gelsomina olyan kalandba kerül, amely a szegény és groteszk valósággal van kapcsolatban. Útja hamarosan keresztezi egy fiatal akrobatáét, akit mindenki Bolondnak nevez, s aki sokkal nyugodtabb jellem, mint Zampanò. Hárman végül ugyanabban a cirkuszban lépnek fel. A Bolond elkezd jóindulatúan civódni Zampanòval, aki harcot indít ellene, s ezt követően börtönbe kerül. Gelsominának lehetősége lesz arra, hogy elhagyja mesterét, és csatlakozzon a cirkuszhoz, ám kétségek gyötrik, hogy vajon helyesen cselekszik-e. A Bolond aztán megtanítja neki, hogy a világ minden dolgának megvan a maga jelentõsége, és arra kéri, hogy térjen vissza Zampanòhoz, hogy próbálja meglágyítani annak morcos és hamis karakterét. 
Zampanòt elengedik, és kettesben ismét elindulnak turnèjukra. Egy kolostorban találják magukat, ahol egy apáca észreveszi azokat a visszaéléseket, amelyeket a férfi a lánnyal szemben gyakorol. Javasolja Gelsominának, hogy maradjon ott, de a lány a Bolond szavaira emlékezve ezt visszautasítja. Néhány nappal később újra találkoznak a Bolonddal, és Zampanò, aki továbbra is dühös a cirkuszi ügyük miatt, több ütéssel agyonveri. aminek a megdöbbent Gelsomina is tanúja lesz. Az artista kénytelen egy híd alá rejteni a holttestet. Gesolmina a műsorok alatt azontúl egyre ismételgeti, hogy Zampanò megölte a Bolondot, s nem akarja, hogy közeledjen hozzá. Rövid tudatra ébredése alatt elmondja mesterének, hogy a Bolond közbenjárásának köszönhetően maradt mellette. Zampanò, miután rövid ideig gondoskodott a lányról, nem tudja elviselni, hogy Gelsomina folyamatosan emlékezteti őt az elkövetett bűncselekményre. Úgy dönt, elhagyja egy kihalt út mentén, hogy továbbra is egyedül vándoroljon az országban. 
Sok évvel később Zampanò csatlakozik egy másik cirkuszhoz. Miközben valamelyik városban tartózkodnak, meghallja, hogy egy lány dúdolja Gelsomina dalát. Rájön, hogy Gelsomina immár súlyos betegen szintén megérkezett a városba, és ritkán előforduló tiszta pillanataiban trombitáján játssza az ismert dallamot. Később meg is hal, ami Zampanòt úgy felkavarja, hogy újabb harcot indít új cirkuszi partnereivel szemben, akik elüldözik őt. Végképp magára maradva kétségbeesett sírásra fakad a tengerparton.

## Szereplők
| Szerep                       | Színész          | Magyar hang (1. változat, 1969) | Magyar hang (2. változat, 2006) |
| ---------------------------- | ---------------- | ------------------------------- | ------------------------------- |
| Zampanò                      | Anthony Quinn    | Mádi Szabó Gábor                | Ujlaki Dénes                    |
| Gelsomina                    | Giulietta Masina | Hacser Józsa                    | Kéri Kitty                      |
| A `Bolond`                   | Richard Basehart | Versényi László                 | Rátóti Zoltán                   |
| Zsiráf úr, a cirkuszigazgató | Aldo Silvani     | Pethes Ferenc                   | Kristóf Tibor                   |
| Az özvegy                    | Marcella Rovere  | Máthé Erzsi                     |                                 |
| A nővér                      | Livia Venturini  | Földi Teri                      |                                 |
| Gelsomina anyja              | Anna Primula     | Győri Ilona                     |                                 |
| Kocsmáros                    |                  | Györffy György                  |                                 |
| Vendéglős                    |                  | Raksányi Gellért                |                                 |
| Konferanszié                 |                  | Velenczey István                |                                 |

## Gyártás

### Forgatókönyv

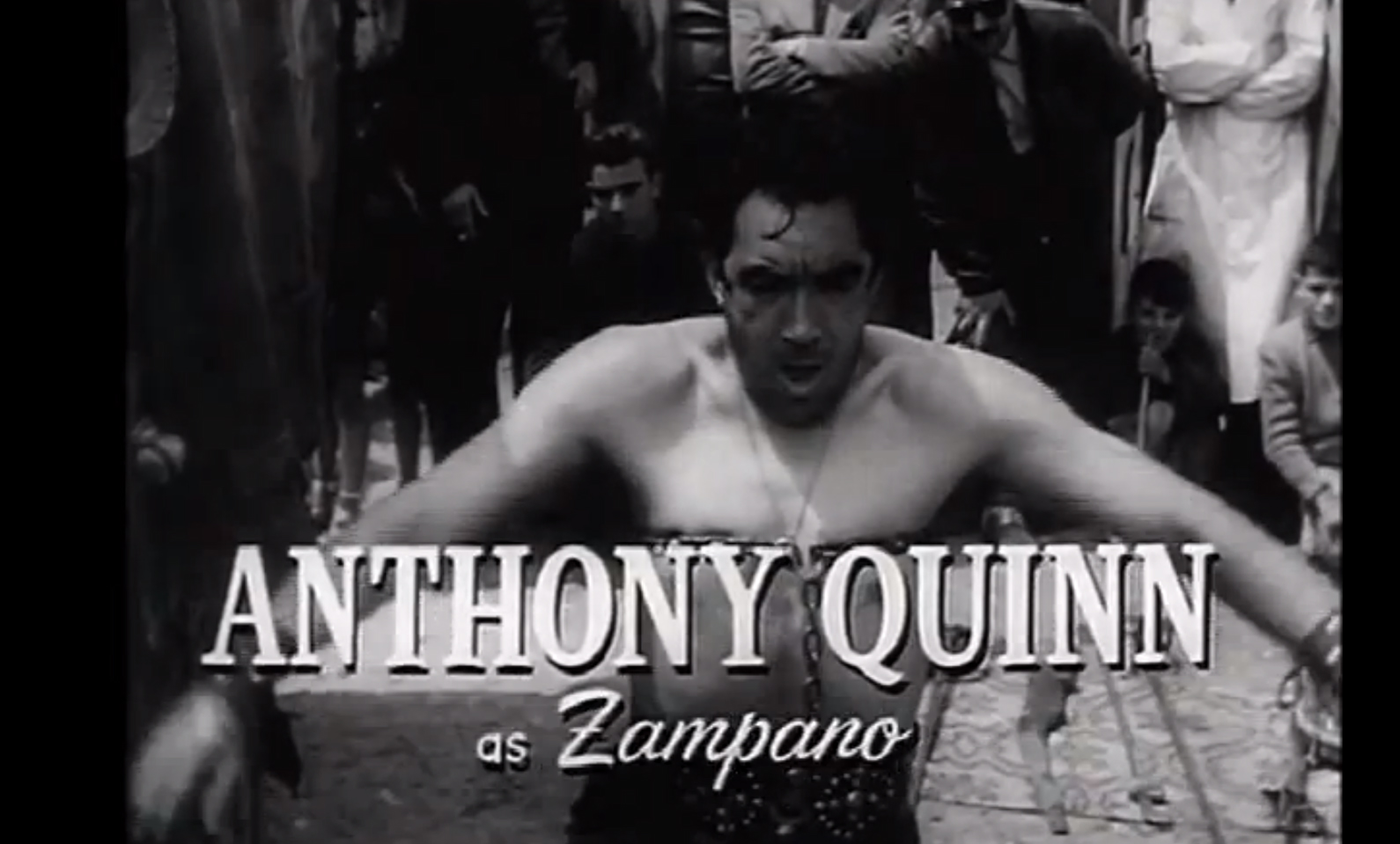
Anthony Quinn mint Zampanò

A La strada elképzelése A fehér sejk időszakára nyúlik vissza. Tullio Pinelli autós utazása során látott néhány vándormutatványost útközben, és azt gondolta, hogy filmet lehetne készíteni ilyen karakterekkel. Rómába való visszatérésekor Fellininek elmesélte az ötletét, aki viszont a cirkuszról hozta saját ötleteit. Együtt szerkesztették a filmet, majd később beszéltek róla Ennio Flaianónak, aki ellenezte. Fellini sok nehézséggel szembesült a film készítése előtt: minden producer és forgalmazó elutasította őt, akinek a javaslatát csak elmondta, mivel a film kevés üzleti sikerrel kecsegtetett. Lorenzo Pegoraro helyette azt javasolta Fellininek és Flaianónak, hogy készítsenek egy vígjátékot. Az eredmény A bikaborjak lett, ami nagy sikert aratott. Dino De Laurentiis és Carlo Ponti filmproducer ekkor már elvállalták az új film finanszírozását.

### Szereposztás
Az alkotók – a témával kapcsolatos kételyek mellett – nem akarták Giulietta Masinát főszereplőnek. Viszont Dino De Laurentiis, a meghallgatása után alkalmasnak találta Gelsomina szerepére. Ugyanezen szerepre Silvana Mangano, Maria Pia Casilio és Maria Pia Casilio is szóba került. De Laurentiis szerint Anthony Quinn alkalmas volt Zampanò szerepére, mivel akkoriban szerződtette őt az Attilára. Ezért úgy döntött, hogy összeismerteti az amerikai filmcsillagot és Fellinit a film forgatásán, majd arra kérte a rendezőt, hogy vigye el néhány napra leendő kollégáját, és készítsen vele néhány próbafelvételt. A Bolond szerepét Walter Chiarinak vagy Alberto Sordinak szánták.

### Forgatás
A forgatásra több megszakítással, 1953 októbere és 1954 májusa között került sor Közép-Olaszország olyan településein, mint Bagnoregio, Fiumicino, Rocca di Mezzo, Ovindoli, Cervia, a Castelli Romani és Pomezia.

## Terjesztés
A filmet a 15. velencei Nemzetközi Filmfesztiválon mutatták be, ahol a „baloldali” kritikusok azzal vádolták, hogy elutasítja a neorealizmust, inkább a tündérmesék és a spiritualizmus felé nyit, míg a „katolikus” kritikusok elfogadták. De Laurentiis úgy döntött, hogy Franciaországban terjeszti a filmet; ezért bérelt egy lakást a Champs-Élysées-n, és óriási sikert ért el.

## Érdekességek
- Az, hogy a velencei díjátadó ünnepségen a zsűri úgy döntött, hogy ejti a Sensót és a La stradának adja a díjat, összeütközést váltott ki Luchino Visconti, Franco Zeffirelli és Fellini támogatói között.
- Korda Sándor javasolta Fellininek, hogy készítsen folytatást Gelsomina kalandjai címmel, ám ő mosolyogva elhárította.[6]
- A filmet részben a híres Saltanò-cirkuszban készítették, ezért Fellini Anthony Quinn filmbeli nevét a Saltanò és a Zamperla (egy másik cirkuszcsalád neve) nevekből gyúrta össze.

## Díjak
- Oscar-díjak, 1957
  - Oscar-díj a legjobb nemzetközi játékfilmnek
  - jelölés Oscar-díj a legjobb eredeti forgatókönyvnek
- 15. Nemzetközi Filmmustra, Velence, 1954
  - Ezüst Oroszlán díj
  - versenyben az Arany Oroszlán díjért
- Ezüst Szalagok, 1955
  - Ezüst Szalag a legjobb film rendezőjének
  - Ezüst Szalag a legjobb producernek
- National Board of Review Awards 1956
  - National Board Review Award ai migliori film stranieri
- New York Film Critics Circle Awards 1956
  - Legjobb külföldi film
- Bodil-díj 1956
  - Legjobb európai film
- 9. BAFTA-gála, 1956
  - jelölés BAFTA-díj a legjobb filmnek
  - jelölés BAFTA-díj a legjobb női főszereplőnek: Giulietta Masina

## Egyéb média
- 1967-ben La strada címmel balett készült Mario Pistoni koreográfiájával és Nino Rota zenéjével.
- 1991-ben Giorgio Cavazzano azonos című képregénye, a Topolino újságban jelent meg.
- 2000-ben Chilében a film történetén alapuló színdarabot mutattak be.
- 2023-ban Békéscsabán a Jókai Színházban a film történetén alapuló színdarabot mutattak be. Elindult az Országúton próbafolyamata Békéscsabán

## Bibliográfia
- Paolo Torresan, Franco Pauletto, La Strada. Federico Fellini, Perugia: Guerra Edizioni, lingua italiana per stranieri, Collana: Quaderni di cinema italiano per stranieri, 2004, 32 o. ISBN 88-7715-790-9, ISBN 978-88-7715-790-4
- Riccardo Redi, "La Strada", in: Cinema, n° 130, 1954. március
- Guido Aristarco, "La Strada", in: Cinema Nuovo, n° 46, 1954. november
- Ennio Flaiano, "Ho parlato male de La Strada", in: Cinema, n°139, 1954. augusztus
- F. Bastide, J. Caputo, C. Marker. La Strada, un film di Federico Fellini, Párizs: Du Seul, 1955
- (angolul) Federico Fellini, Peter Bondanella, Manuela Gieri, La Strada, Rutgers Films in Print, 2ª edizione, 1991 ISBN 0-8135-1237-9
- (angolul) Vernon Young, "La Strada: Cinematographic Intersections", in: The Hudson Review, Vol. 9, n° 3, 1956 ősze, 437-434. o.
- (angolul) Harvey Swados, "La Strada: Realism and the Comedy of Poverty", in: Yale French Studies, n° 17, 1956, 38-43. o.
- Federico Fellini, Gremese editore, Róma, 1981
- Le attrici, Gremese editore, Róma, 1999
- Cinema Nuovo, 1954

## Fordítás
Ez a szócikk részben vagy egészben  a   La strada című olasz Wikipédia-szócikk ezen változatának fordításán alapul.  Az eredeti cikk szerkesztőit annak laptörténete sorolja fel. Ez a jelzés csupán a megfogalmazás eredetét és a szerzői jogokat jelzi, nem szolgál a cikkben szereplő információk forrásmegjelöléseként.

## Egyéb projektek
- Wikiquote tartalmaz idézeteket, La strada